# Edmund von Weber
Edmund von Weber, né le 19 juin 1766 à Hildesheim et mort en décembre 1830 à Wurtzbourg, est un compositeur, acteur, chanteur et metteur en scène allemand.

## Biographie

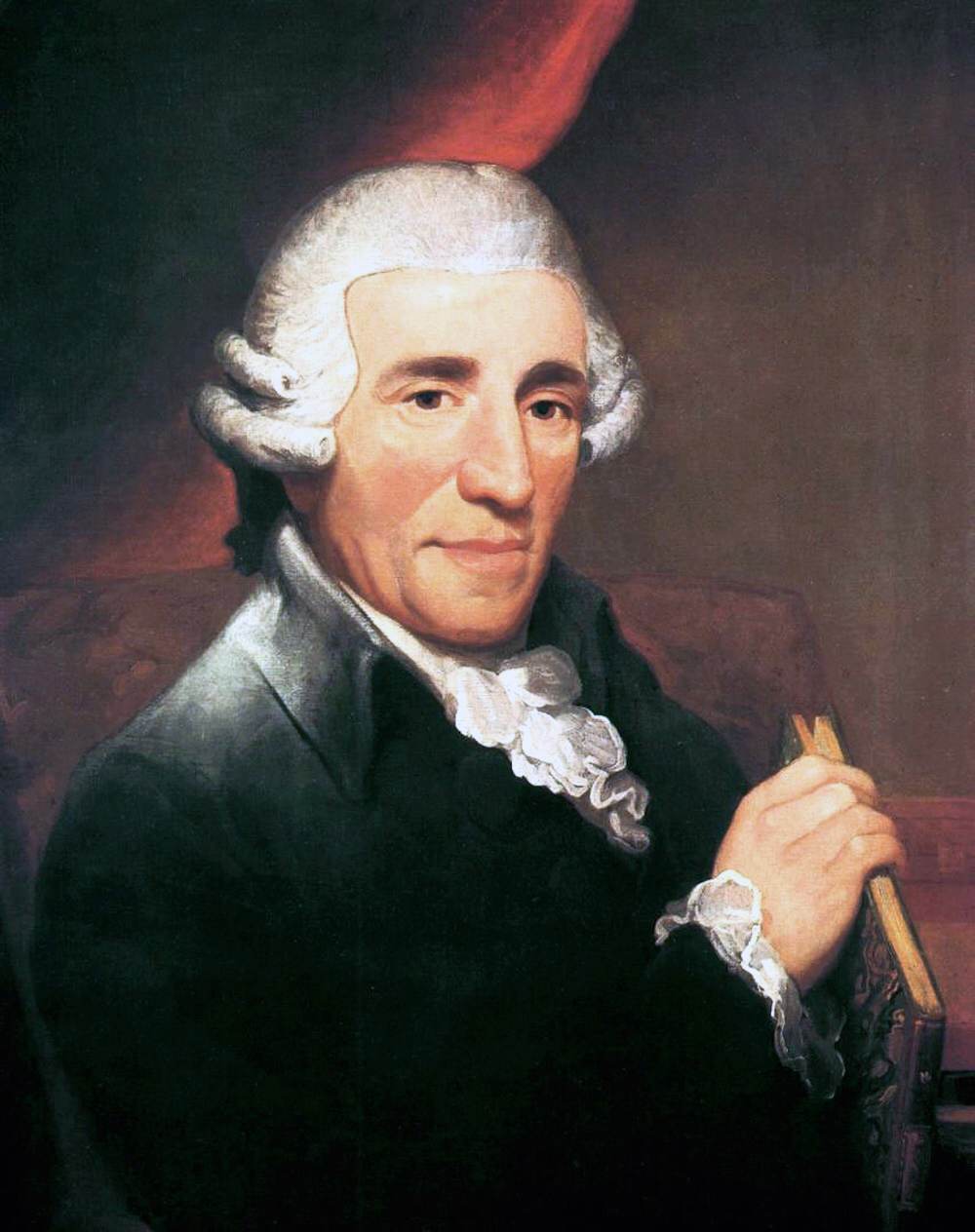
Joseph Haydn donne des cours de musique à Edmund et à son frère Fridolin le Jeune, dans les années 1780 à Vienne.

Edmund von Weber est le fils du musicien allemand Franz Anton von Weber et de sa première épouse Maria Anna Catharina Antonetta. Le compositeur Carl Maria von Weber est son demi-frère. Weber s'est marié trois fois : avec Josepha Kronheim, en 1797 avec Louise Spitzeder et, probablement vers 1808, avec Thérèse Mack. Il reçoit sa formation musicale de son père qu'il a suivi à Eutin où il devient ensuite musicien d'orchestre. Il voyage à Berlin, Dresde, Prague, Vienne et Eszterháza, où il est l'élève de Joseph Haydn.
Il joue des rôles dans des compagnies de théâtre itinérantes, notamment avec Conrad Carl Casimir Döbbelin (de) à Francfort-sur-l'Oder, Stendal et en 1789 à Magdebourg. En 1797, il est directeur musical du Théâtre de la Cour de Salzbourg et de 1806 à 1808 directeur de sa propre compagnie de théâtre à Amberg, Ansbach, Karlsbad et Bayreuth. Il est directeur musical à Berne, Königsberg et Cologne de 1812 à 1819 et à Aix-la-Chapelle de 1824 à 1826. Avec sa fille, il joue à Detmold et Wurtzbourg comme contrebassiste.

## Œuvres (sélection)
- Sextet : Quatuor cor français-piano-cordes • Op. 35 • Musique d'ambiance piano-corde-vent
- Quatuor : cordes • Op. 34 • Musique provenant des cordons de la pièce
- Trio : piano-violon-violoncelle • Op. 21 • Trios d'instruments identiques
- Terzetto : orgue-hautbois-violoncelle • Op. 27 • Trios d'instruments identiques
- Sonate : violon-piano • Op. 19 • Duos instruments différents
- Sonate : violoncelle-piano • Op. 18 • Duos d'instruments différents